# Союз українських купців і промисловців
Союз українських купців і промисловців (СУКП) — професійна організація з центром у Львові.
Постала 1923 року. До 1933 року об'єднувала лише купців і називалася відповідно — Союз українських купців (СУК).
Діяльність союзу польська влада обмежила трьома галицькими воєводствами, але члени СУКП жили також на північно-західних землях (зокрема на Волині) і на еміграції.
1937 року СУКП мав 29 філій і 3137 членів (1934 року — 10 і 521) та низку секцій: галузевих (найбільша з них — споживча, голова — Михайло Ковалів), молоді (голова Є. Говикович й ін.), промисловців (голова Василь Рижевський) та ін.
СУКП об'єднував приватний сектор українського господарського активу, пропагував приватні підприємства, обстоював інтереси членів перед польською владою, влаштовував виставки українського промислу, спричинився до створення Промбанку, видавав двотижневик «Торговля і промисл» (редактор В. Несторович), «Торгово-промисловий альманах» (1934); співпрацював з українською кооперацією, Промислово-торговою палатою у Львові (мав у ній 3 радних), організаціями українського міщанства і ремісників тощо.
Голови СУКП: Є. Мартинець, Роман Зубик, у 1928—1934 роках — Григорій Гануляк, Я. Скопляк. Інші діячі: С. Герасимович, Є. Думин, Микола Заячківський, Михайло Ковалів, Д. Конюх (секретар), Ю. Крохмалюк, В. Лазорко й ін.
Радянська влада, встановлена 1939 року в Галичині, припинила діяльність СУКП. Її деякою мірою продовжувало в Генеральній Губернії Об'єднання праці українських купців і промисловців при УЦК (1940—1944).